# Haworthia jadea
Haworthia jadea är en grästrädsväxtart som beskrevs av M. Hayashi. Haworthia jadea ingår i släktet Haworthia och familjen grästrädsväxter. Inga underarter finns listade i Catalogue of Life.